# Kohei Sambe
Kohei Sambe (* 13. Juli 1997 in Tokio) ist ein japanischer Tischtennisspieler.

## Werdegang
Kohei Sambe begann im Alter von 7 Jahren mit dem Tischtennisspielen. Er ist Rechtshänder und Angriffsspieler mit der Shakehand-Schlägerhaltung. Er trat 2012 zum ersten Mal international in Erscheinung und spielte im World Junior Circuit sowie auf der World Tour. Auf Vereinsebene war er in der Saison 2012/13 für den deutschen Regionalligisten TTC Bietigheim-Bissingen aktiv. Ab 2013 spielte er in der zweiten Bundesliga für die zweite Mannschaft des TTC Frickenhausen. In diesem Jahr erreichte er zudem auf der World Tour seine ersten Medaillenplatzierungen im Erwachsenenbereich: Bei den Belarus Open wurde er Zweiter im Einzel, bei den Polish Open Zweiter im Doppel mit dem in der Bundesliga für die erste Mannschaft von Frickenhausen spielenden Masataka Morizono, mit dem er auch den Doppelwettbewerb der japanischen Meisterschaft gewann. Sie spielten auch im Jahr 2014 zusammen, siegten erneut bei der japanischen Meisterschaft und konnten ins Halbfinale mehrerer World-Tour-Turniere einziehen. Dies ermöglichte ihnen die Teilnahme an den Grand Finals, bei denen Kohei Sambe auch im Einzel und im U-21-Wettbewerb vertreten war. In allen Konkurrenzen schied er allerdings bereits in der ersten Runde aus. Bei den Chile Open hatte er zuvor im Alter von 16 Jahren und 284 Tagen durch einen knappen 4:3-Finalsieg seine erste Goldmedaille im Erwachsenenbereich der World Tour gewonnen. Damit hatte er gleichzeitig einen neuen Rekord aufgestellt, zuvor war der jüngste World-Tour-Sieger Fan Zhendong gewesen, der 2013 mit 16 Jahren und 292 Tagen die Polish Open gewonnen hatte. 2015 qualifizierte Kohei Sambe sich erneut für den U-21-Wettbewerb der Grand Finals, kam aber wieder nicht in die Hauptrunde. Im April 2015 rückte er auf Platz 88 der Weltrangliste und damit erstmals unter die besten 100 vor. Nach zwei Jahren bei Frickenhausen II, in denen er insgesamt eine 17:1-Bilanz erreicht hatte, wechselte er für die Saison 2015/16 zum Zweitligisten TTC Ober-Erlenbach, für den er im vorderen Paarkreuz eine Bilanz von 19:9 erspielte.
2016 folgte schließlich für ein Jahr der Wechsel zum Erstligisten TTC Zugbrücke Grenzau, für den er auf Position 2 spielte und eine Bilanz von 6:11 erreichte.
Bei der Japanischen Meisterschaft 2019 gewann er mit Mizuki Oikawa den Titel im Doppel.

## Turnierergebnisse
| Verband | Veranstaltung                | Jahr | Ort               | Land | Einzel        | Doppel        | Mixed | Team |
| ------- | ---------------------------- | ---- | ----------------- | ---- | ------------- | ------------- | ----- | ---- |
| JPN     | ITTF Challenge Series        | 2019 | Bangkok           | THA  | letzte 32     | Halbfinale    |       |      |
| JPN     | ITTF World Tour              | 2015 | Budapest          | HUN  | letzte 64     | Halbfinale    |       |      |
| JPN     | ITTF World Tour              | 2014 | Jekaterinburg     | RUS  | letzte 16     | Halbfinale    |       |      |
| JPN     | ITTF World Tour              | 2014 | Incheon City      | KOR  | letzte 64     | Halbfinale    |       |      |
| JPN     | ITTF World Tour              | 2014 | Sydney            | AUS  | Viertelfinale | Halbfinale    |       |      |
| JPN     | ITTF World Tour              | 2014 | Santiago de Chile | CHI  | Gold          |               |       |      |
| JPN     | ITTF World Tour              | 2013 | Spała             | POL  | letzte 64     | Silber        |       |      |
| JPN     | ITTF World Tour              | 2013 | Minsk             | BLR  | Silber        |               |       |      |
| JPN     | ITTF World Tour Grand Finals | 2014 | Bangkok           | THA  | letzte 16     | Viertelfinale |       |      |
| JPN     | World Junior Circuit         | 2012 | Örebro            | SWE  | Viertelfinale |               |       |      |
| JPN     | World Junior Circuit Finals  | 2012 | Mangilao          | GUM  | Silber        |               |       |      |